# Уберсірен
Уберсірен (люксемб. Iwwersiren, фр. Uebersyren, нім. Übersyren) — невелике містечко в комуні Шуттранж на півдні Люксембургу. Місто знаходиться приблизно в 1,5 км на північ від міста Шуттранж.